# Ostrowica
Ostrowica (niem. Katten Graben) – uregulowana rzeka w zachodniej części Pojezierza Zachodniopomorskiego na Równinie Pyrzycko-Stargardzkiej, w powiecie pyrzyckim. 
Dawna rzeka nizinna zaczynająca swój bieg w rozlewiskach powyżej jeziora: Świdno i Świdzienko w gminie Kozielice, na południe od wsi Trzebórz. Odwadnia wschodnią część powiatu pyrzyckiego. W górnym biegu największym dopływem jest Kanał Wąski, a w dolnym przepływając przez jezioro Będgoszcz przyjmuje wody Krzekny i Bielicy. Uchodzi do Miedwia. 
Uregulowana, podobnie jak jej dopływy podczas melioracji przed 1945 rokiem. Obecnie nazywana Kanałem Ostrowicy lub Kanałem Nieborowskim, a w górnym biegu Kanałem Długim.
Górny bieg rzeki do jeziora Będgoszcz nosi nazwę Kanał Nieborowski.
Nazwę Ostrowica wprowadzono urzędowo w 1949 roku, zastępując poprzednią niemiecką nazwę rzeki – Katten-Graben.